# Iniziativa dei tre mari

Paesi membri dell'Iniziativa dei tre mari (blu) e partner (celeste).

L'Iniziativa dei tre mari (Three Seas Initiative, 3SI o TSI) o Baltic–Adriatic–Black Sea (BABS) Initiative è un forum di 12 stati in seno all'Unione europea, dei quali 11 aderenti anche alla NATO, situati lungo l'asse nord-sud tra i mari Baltico, Adriatico e Nero per lo sviluppo e l'evoluzione di una strategia geopolitica di coesione, integrazione e collaborazione infrastrutturale tra gli Stati dell'Europa orientale e centrale.

## Storia
Nel 2014, il centro studi statunitense Atlantic Council, in collaborazione con il centro studi polacco Central Europe Energy Partners, ha presentato il rapporto Completing Europe (Completare l'Europa), considerando che «il completamento del corridoio nord-sud offre un'opportunità unica per favorire l'integrazione dell'Europa, migliorare la sua sicurezza energetica, aumentare la sua competitività sul mercato globale e rafforzare la sua resilienza economica, il tutto promuovendo i suoi obiettivi in materia di cambiamento climatico».
A margine della 70ª sessione dell'Assemblea generale delle Nazioni Unite, il 29 settembre 2015 il presidente polacco Andrzej Duda e la presidente croata Kolinda Grabar-Kitarović hanno concordato di lanciare un'iniziativa che riunisse i paesi europei del corridoio centro-orientale, riprendendo il precedente concetto di Intermarium.
Il primo vertice dell'Iniziativa dei tre mari, tenuto il 25-26 agosto 2016 a Ragusa, in Croazia, ha gettato le basi per un dialogo flessibile di alto livello per affrontare le questioni di connettività della regione. Al termine è stata approvata una dichiarazione che riconosce l'iniziativa «come piattaforma informale di sostegno per la sicurezza politica e intervento risolutivo su specifici progetti transfrontalieri e macroregionali di importanza strategica per gli Stati coinvolti nei settori dell'energia, dei trasporti, della comunicazione digitale e dell'economia dell'Europa centrale e orientale».
Il secondo vertice dell'Iniziativa, tenuto a Varsavia il 6-7 luglio 2017, ha deciso, tra l'altro, l'istituzione del Business Forum ("forum delle imprese"), «con l'obiettivo di riunire soggetti economici interessati alla cooperazione economica per rafforzare i legami economici all'interno della regione» e agevolare i rapporti economici dei 12 Stati dell'Iniziativa con altri paesi (gli altri Stati dell'Unione europea, gli Stati Uniti, i Balcani occidentali, la Moldavia, l'Ucraina, la Georgia e la Turchia).
Il primo Business Forum si è tenuto, nell'ambito del terzo vertice dell'Iniziativa, a Bucarest il 17-18 settembre 2018.

### Ucraina
Il 22 maggio 2022, in conseguenza dell'invasione russa dell'Ucraina, il presidente polacco Andrzej Duda, nel suo discorso alla Verchovna Rada dell'Ucraina (parlamento monocamerale), ha auspicato l'adesione dell'Ucraina all'Unione europea e all'Iniziativa dei tre mari.
Il 20 giugno 2022, nel 7º vertice dell'Iniziativa dei tre mari, il presidente ucraino Volodymyr Zelens'kyj ha partecipato in collegamento video, chiedendo la piena adesione dell'Ucraina all'Iniziativa. Il vertice dei capi di Stato e di governo ha invece deciso per un tipo speciale di partenariato, "partner partecipante", rivolto a tutti i paesi della regione che hanno chiesto di aderire all'Unione europea, Ucraina compresa.

## Stati membri
All'Iniziativa dei tre mari aderiscono 12 Stati, per una superficie totale di 1218975 km², pari al 29% dell'Unione europea, e la cui popolazione era di 110 150 445 abitanti, pari al 25% dell'Unione europea (anno 2021). Il PIL complessivo è stato di 2 014 miliardi di euro a parità di potere d'acquisto, pari al 19% dell'Unione europea, 18 284 pro capite (anno 2021).
- Austria
- Bulgaria
- Rep. Ceca
- Croazia
- Estonia
- Lettonia
- Lituania
- Polonia
- Romania
- Slovacchia
- Slovenia
- Ungheria

## Vertici
| N. | Data                 | Stato    | Città    | Presidente               | Ospiti |
| -- | -------------------- | -------- | -------- | ------------------------ | --- |
| 1º | 25-26 agosto 2016    | Croazia  | Ragusa   | Kolinda Grabar-Kitarović | |
| 2º | 6-7 luglio 2017      | Polonia  | Varsavia | Andrzej Duda             | presidente degli Stati Uniti Donald Trump |
| 3º | 17-18 settembre 2018 | Romania  | Bucarest | Klaus Iohannis           | presidente della Commissione europea Jean-Claude Juncker, ministro degli Esteri tedesco Heiko Maas, segretario statunitense per l'energia Rick Perry   |
| 4º | 5-6 giugno 2019      | Slovenia | Lubiana  | Borut Pahor              | presidente della Commissione europea Jean-Claude Juncker, presidente tedesco Frank-Walter Steinmeier, segretario statunitense per l'energia Rick Perry |
| 5º | 19 ottobre 2020      | Estonia  | Tallinn  | Kersti Kaljulaid         | in videoconferenza a causa della pandemia di Covid-19                                                                                                  |
| 6º | 8-9 luglio 2021      | Bulgaria | Sofia    | Rumen Radev              | presidente greca Katerina Sakellaropoulou |
| 7º | 20-21 giugno 2022    | Lettonia | Riga     | Egils Levits             | presidente ucraino Volodymyr Zelens'kyj in collegamento video                                                                                          |
| 8º | 2023                 | Romania  |          |                          | |

## Progetti infrastrutturali
Gli investimenti sono principalmente concentrati nei trasporti, nell'energia e nelle autostrade digitali (fibra ottica e 5G).
- Collegamenti stradali
  - Via Carpatia: collegamento stradale nord-sud dal porto di Klaipėda (Lituania) al porto di Salonicco (Grecia)[25]
  - Strada europea E67 (Via Baltica): collegamento stradale nord-sud da Helsinki (Finlandia) a Praga (Repubblica Ceca)
  - Go Highway: collegamento stradale dal porto di Odessa (Ucraina) al porto di Danzica (Polonia)[26]
  - Strada europea E65: collegamento stradale nord-sud dal porto di Malmö (Svezia) al porto di Patrasso (Grecia)
  - Strada europea E75 (Autostrada dell'ambra): collegamento stradale nord-sud dal porto di Danzica (Polonia) ad Atene

- Collegamenti ferroviari
  - Rail Baltica: collegamento ferroviario da Helsinki (Finlandia) a Varsavia (Polonia)

- Idrovie
  - Idrovia E40: da Varsavia a Odessa[27]
  - Canale Danubio-Oder-Elba

- Infrastrutture energetiche
  - Oleodotto Odessa-Brody-Danzica[28]
  - Gasdotto Baltic Pipe
  - Gasdotto Croazia-Polonia[29]
  - Rigassificatore di Swinoujscie (Polonia)[30]
  - Rigassificatore di Klaipėda (Lituania)[31]
  - Rigassificatore nell'isola di Veglia (Krk, in Croazia)[32]

### Three Seas Investment Fund
Nel terzo vertice di Bucarest (2018) è stata firmata una lettera di intenti che istituiva il Three Seas Initiative Investment Fund (3SIIF), con l'obiettivo di convogliare, sostenere e finanziare i progetti prioritari di interconnessione (energia, trasporti e digitale), nonché altri futuri progetti dell'Iniziativa.
Il Fondo 3SIIF è stato costituito in Lussemburgo il 29 maggio 2019 da Bank Gospodarstwa Krajowego (Banca polacca per lo sviluppo) e da EximBank di Romania, con un capitale di 500 milioni di euro, ed è operativo dal 27 febbraio 2020.
Al 1º febbraio 2021, il Fondo 3SIIF era partecipato dalle banche per lo sviluppo di 9 paesi dell'Iniziativa per un capitale di 913 milioni di euro, con l'obiettivo di arrivare a 3-5 miliardi di euro.

Nel corso di una tavola rotonda organizzata nell'ambito del 7º vertice di Riga, l'amministratore delegato di U.S. International Development Finance Corporation (agenzia statunitense per la finanza dello sviluppo) ha preso l'impegno di contribuire al Fondo 3SIIF con 300 milioni di dollari.